# Храм Эдфу
Храм Го́ра (Хо́ра) в Эдфу — храм в Эдфу (Египет), посвящённый богу Хору. Второй по величине храм Древнего Египта после Карнакского (и крупнейший храм в честь Хора и Хатхор). Выделяется среди древнеегипетских культовых сооружений высокой степенью сохранности.

## Хор Бехдетский

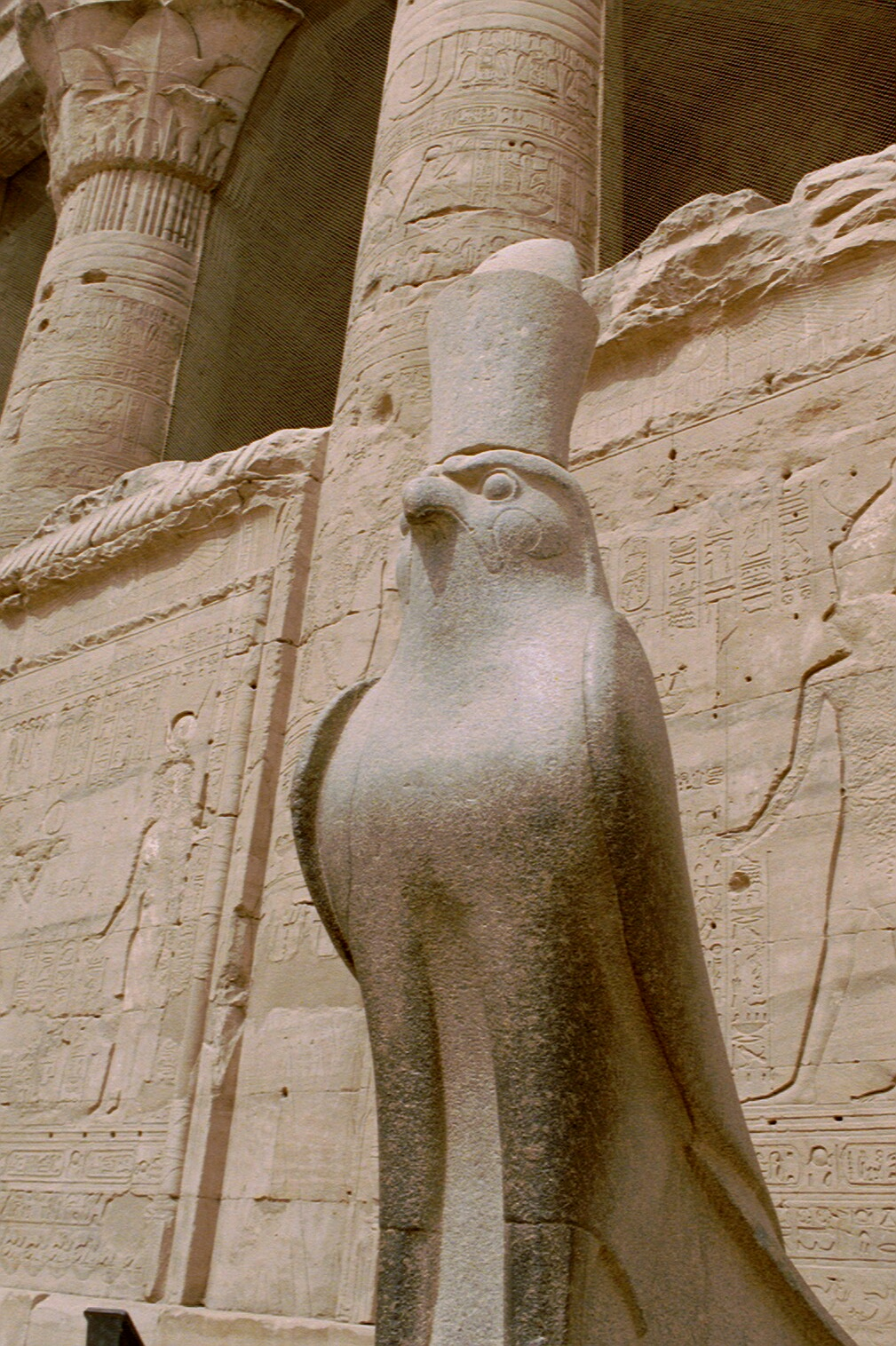
Статуя Хора у входа на главный двор

Храм построен в честь бога Хора, однако в силу некоторых особенностей культа первоначально считалось, что божество имеет местное происхождение. Город Эдфу (Эджбо) во II номе Верхнего Египта упоминается под названием Бехдет в текстах времён Среднего царства и позднее; в текстах самого храма бог фигурирует под именем Хор Бехдетский. Однако затем было установлено, что культ Хора проник в Эдфу во времена Древнего царства из города Бехдет (в настоящее время — Тель-эль-Баламун) в Дельте, что позволило окончательно отождествить его с Хором. Древние греки, при которых началось восстановление древнего храма, сопоставляли Хора с Аполлоном, из-за чего Эдфу они называли Аполлонополь Магна.

## История

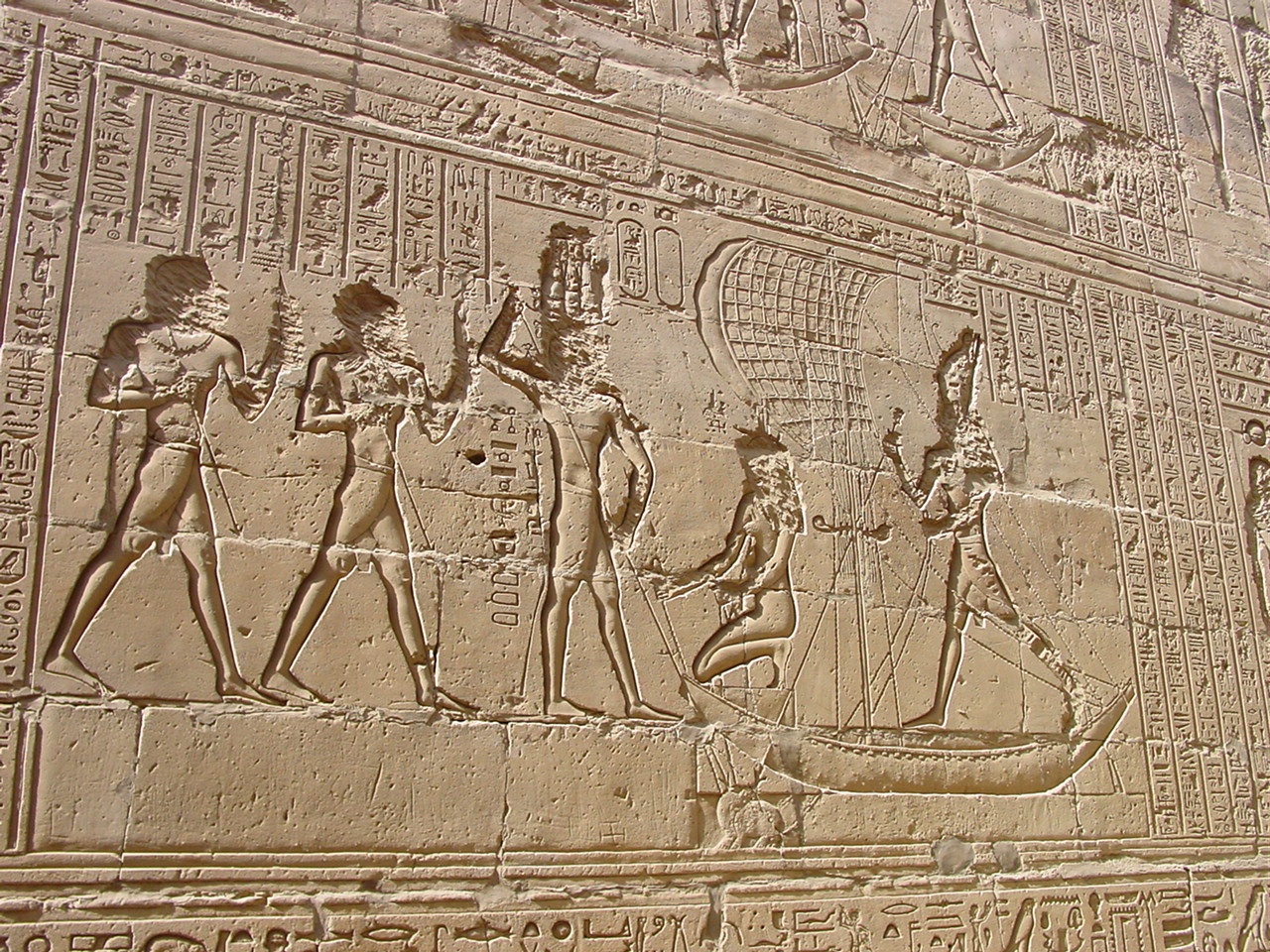
Изображение Птолемея X Александра I на стене храма

Храм в Эдфу существовал с древнейших времен египетской культуры, но был отстроен заново при Птолемеях, по древним планам; от более раннего времени уцелел только наос, на котором сохранились картуши Нектанеба II. Первый камень в основание восстанавливаемого храма был заложен 23 августа 237 года до н. э. при Птолемее III Эвергете. В 212 году до н. э. завершился первый этап строительства храма, а 10 сентября 142 года до н. э. в присутствии Птолемея VIII Эвергета и его жены храм был первый раз освящён: в него торжественно внесли статую Хора.
После этого в 140 году до н. э. строительство храма продолжилось: с юга к храму пристроили две залы с колоннами, гипостильный двор, громадный пилон и окружающие храм стены. Во время правления Птолемея X Александра (107-88 гг. до н. э.) храм был открыт. В 70 году до н. э. он был повторно освящён, однако это не стало окончанием строительства. В 56 году до н. э. были возведены ворота из ливанского кедра, обитые бронзой. И только при Птолемее XII Неосе Дионисии в 47 г. до н. э. вся постройка, длившаяся почти 200 лет, была закончена.
Конец храму принёс эдикт 391 года императора Феодосия о запрете языческих культов в Римской империи. Часть его убранства была уничтожена (так, считается, что гипостильный зал был сожжён), и за полтора тысячелетия запустения он был похоронен под 12-метровой толщей песка и речных наносов Нила. В 1798 году французская экспедиция, прибывшая в Египет с Наполеоном, видела здесь торчащими из песка только верхушки пилонов. Расчищать храм от песков начал египтолог Огюст Мариетт в 1860 году. Храм в Эдфу был принят как образец для оформления нескольких современных сооружений, в том числе льнопрядильной фабрики в Лидсе и египетского зала Музея изобразительных искусств имени А. С. Пушкина в Москве.

## Описание

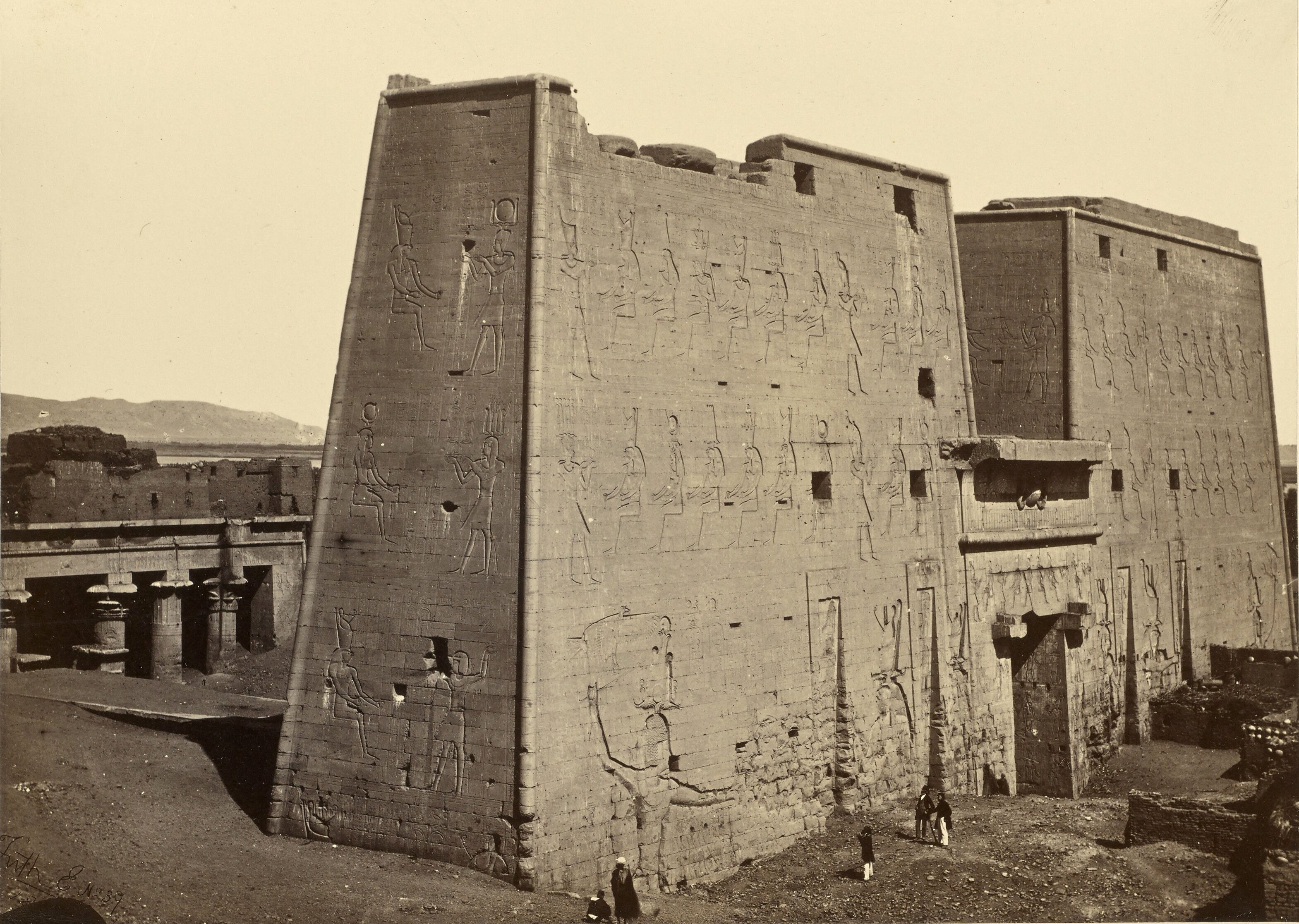
Храм Эдфу (еще частично засыпанный) в 1850-е гг.

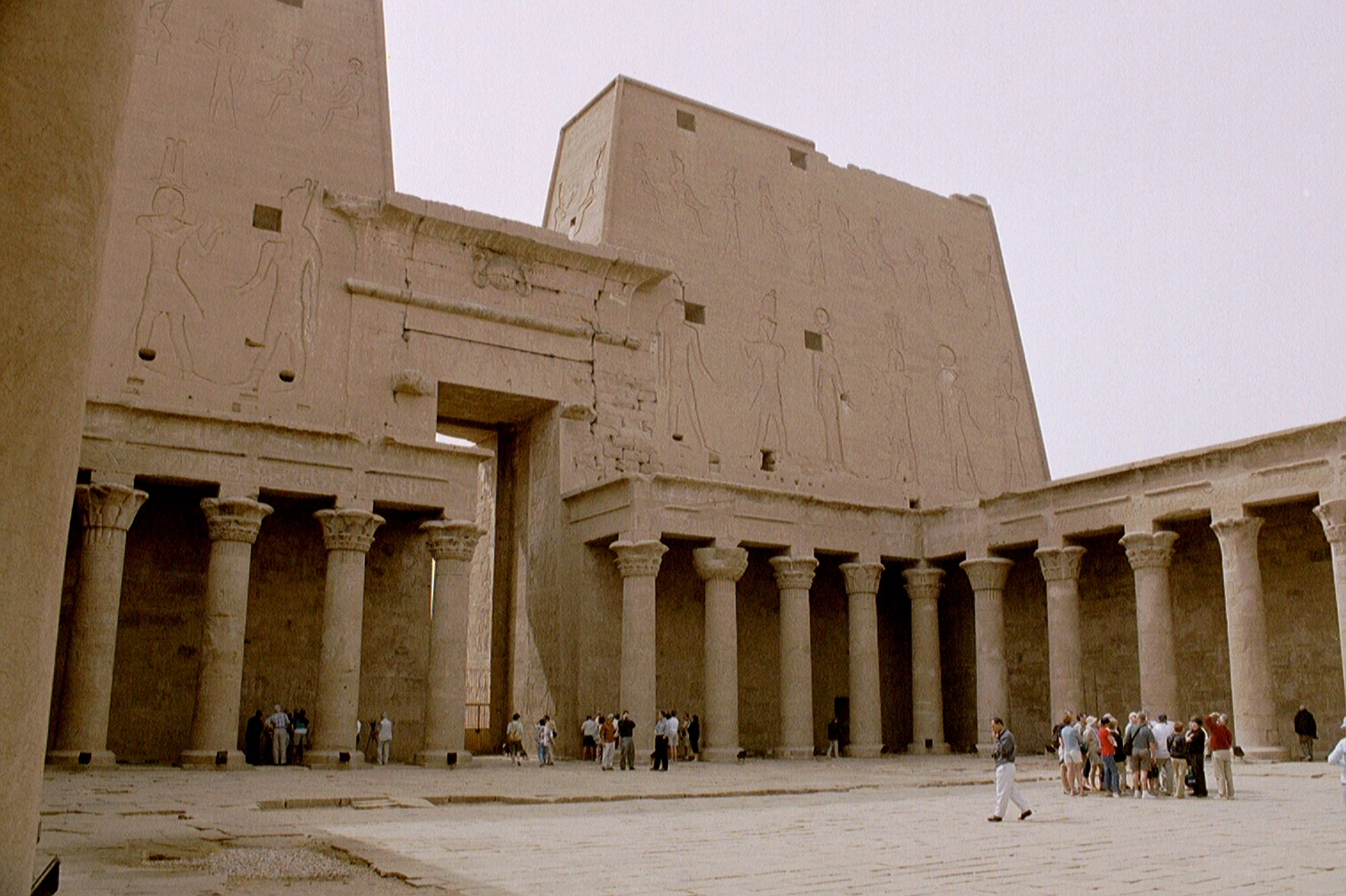
Внутренний двор с пилонами (колоннами)

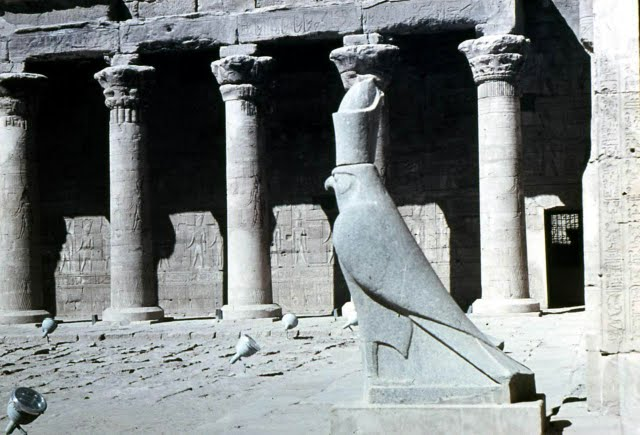
Статуя Хора во внутреннем дворе храма

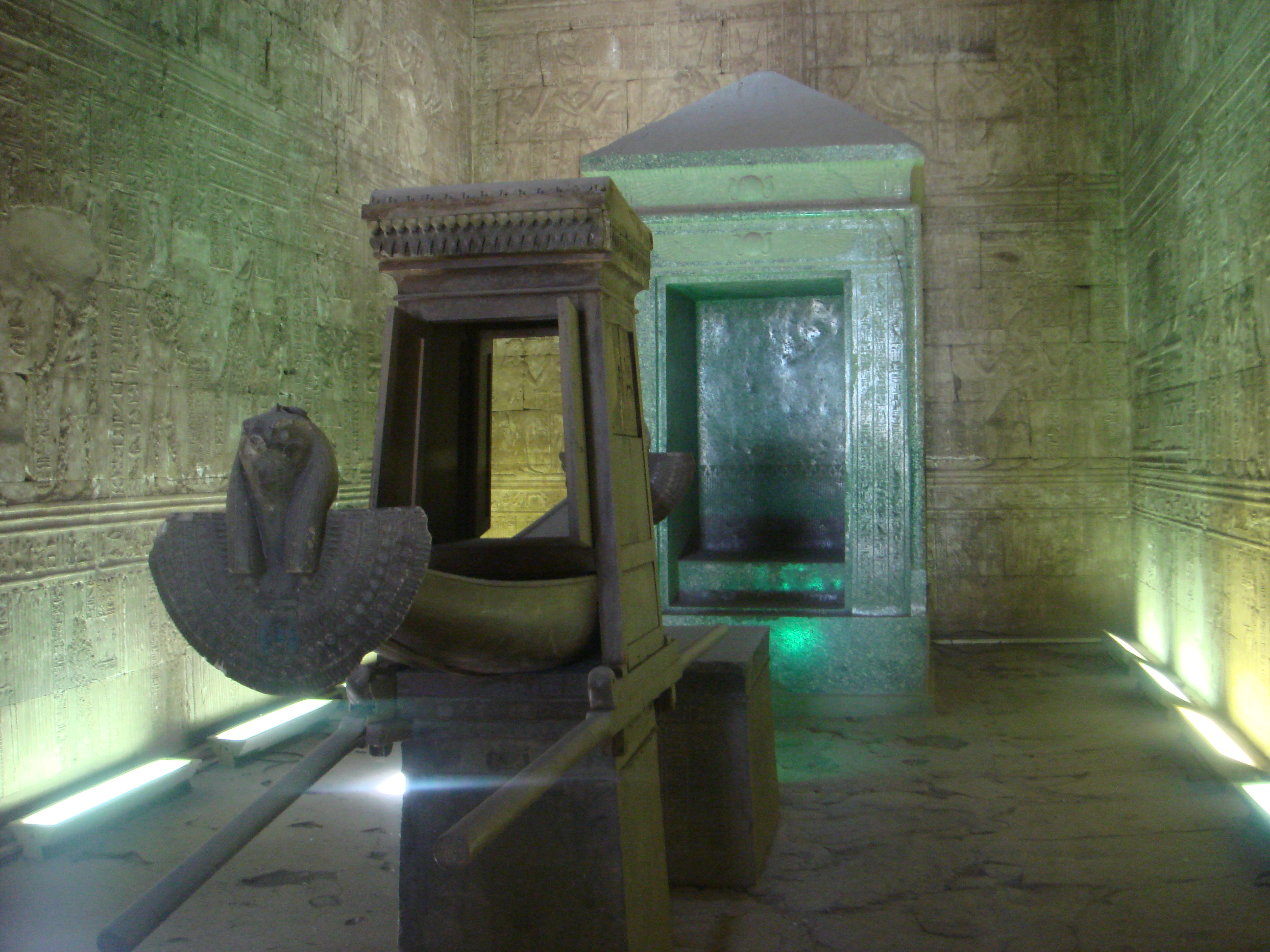
Одно из помещений храма

Храм имеет длину 137 и ширину 79 м при высоте пилонов в 36 м. Ось его идет с юга на север, «от Ориона к Большой Медведице». Пилон украшен со всех сторон надписями и изображениями. Птолемей Дионис символически приносит в жертву Хору и Хатхор врагов и молится местным божествам; здесь же за царем и царицей идет процессия представителей разных стран, несущих в храм дары. На верхнюю платформу пилона ведут две лестницы по 242 ступени с 14 площадками.
За пилоном следует большой четырёхугольный двор с 32 колоннами; на стенах его — надписи о построении и размерах (47,25 м длина, 42 м ширина). Далее следует гипостильный зал с 18 колоннами; направо от входа — помещение для библиотеки (на стене начертан её каталог), налево — для молитвы царя; потолок украшен астрономическими изображениями. Следующая зала, с 12 колоннами, называлась процессионной; в одной из комнат находилась храмовая лаборатория (на стенах надписи — рецепты благовонных мазей). В следующей зале находился жертвенник; затем следовала главная часть — святая святых, по бокам и сзади которой, отделенные узким коридором, шли 10 приделов для различных божеств. Архитектура храма, сочетающая античные и древнеегипетские формы, отмечена чертами эклектизма.
На всех стенах внутри и снаружи имеются многочисленные надписи и изображения: миф о Хоре, покоряющем врагов, изображенных в образах крокодилов и гиппопотамов, во главе с Сетхом (внутренняя часть западной ограды); гимны Хору (внутренняя часть северной стены); отчет о постройке; календарь и устав местных праздников; дарственные записи и т. п.
В Эдфу Хора изображали в виде крылатого диска, сокола, иногда человека с головой сокола. В надписях Эдфу он был также Хором-Ра (Ра-Хорахти). Храмовые рельефы подчеркивают тесную связь Хора с его отцом Осирисом, матерью Исидой и супругой Хатхор (Хатор), статуя которой ежегодно привозилась в процессии по Нилу из Дендеры. Строго говоря, Хор представлен на рельефах в трёх лицах, иногда появлявшихся на изображениях одновременно: собственно Хор Бехдетский, Хор-Ра и Хор, сын Осириса и Исиды. 
Надписи храма Эдфу имеют большое значение для египетской филологии, так как представляют собой одно из самых больших собраний иероглифических текстов греко-римского времени. Их полный перевод осуществляют немецкие специалисты из Edfu-Project.